# سيريل هنتر
سيريل هنتر (بالإنجليزية: Cyril Hunter)‏ (1 يناير 1898 في المملكة المتحدة - 1 يناير 1962) هو لاعب كرة قدم بريطاني (وحمل سابقاً جنسية المملكة المتحدة لبريطانيا العظمى وأيرلندا) في مركز قلب الدفاع. لعب مع فول ريفر ماركسمين ونادي برينتفورد ونيوكاسل يونايتد ونادي غيتزهد ولينكولن سيتي أف سي ونادي ساوث شيلدز ‏ وLeadgate Park F.C. ‏.